# Wilson (película)
Wilson es una película biográfica de 1944 sobre el Presidente de los Estados Unidos Woodrow Wilson. Dirigida por Henry King sobre un guion de Lamar Trotti, la protagonizan Charles Coburn, Alexander Knox, Geraldine Fitzgerald, Thomas Mitchell, Ruth Nelson y Cedric Hardwicke. Eleanor Wilson McAdoo, hija del presidente Wilson, asesoró al equipo durante el rodaje.

## Reparto
- Alexander Knox como Woodrow Wilson.
- Charles Coburn como el doctor Henry Holmes.
- Geraldine Fitzgerald como Edith Bolling Galt Wilson.
- Thomas Mitchell como Joseph Tumulty.
- Ruth Nelson como Al Wilson.
- Cedric Hardwicke como el senador Henry Cabot Lodge.
- Vincent Price como William Gibbs McAdoo.
- William Eythe como George Felton.
- Mary Anderson como Eleanor Wilson.
- Ruth Ford como Victor Wilson.
- Sidney Blackmer como Josephus Daniels.
- Madeleine Forbes como Jessie Wilson.
- Stanley Ridges como Dr. Cary Smith
- Eddie Foy Jr. como Peter Foy.
- Charles Halton como el coronel House.
- Thurston Hall como el senador Edward H. 'Big Ed' Jones

## Premios

### Óscar 1944
| Categoría                                            | Persona                                   | Resultado |
| ---------------------------------------------------- | ----------------------------------------- | --------- |
| Óscar a la mejor película                            |                                           | Candidato |
| Óscar a la mejor dirección                           | Henry King                                | Candidato |
| Óscar al mejor actor                                 | Alexander Knox                            | Candidato |
| Óscar al mejor sonido                                | Edmund H. Hansen Roger Heman Clayton Ward | Ganadores |
| Óscar al mejor montaje                               | Barbara McLean                            | Ganador   |
| Óscar al mejor guion original                        | Lamar Trotti                              | Ganador   |
| Óscar a la mejor fotografía en color                 | Leon Shamroy                              | Ganador   |
| Óscar a la mejor banda sonora                        | Alfred Newman                             | Candidato |
| Óscar a la mejor dirección artística en color        | Wiard Ihnen Thomas Little                 | Ganadores |
| Óscar al mejor diseño de vestuario en blanco y negro | Helen Rose                                | Ganador   |
| Óscar a los mejores efectos visuales                 | Fred Sersen Roger Heman                   | Candidato |

- Datos: Q606928
- Multimedia: Wilson (1944 film) / Q606928